# Ferradura

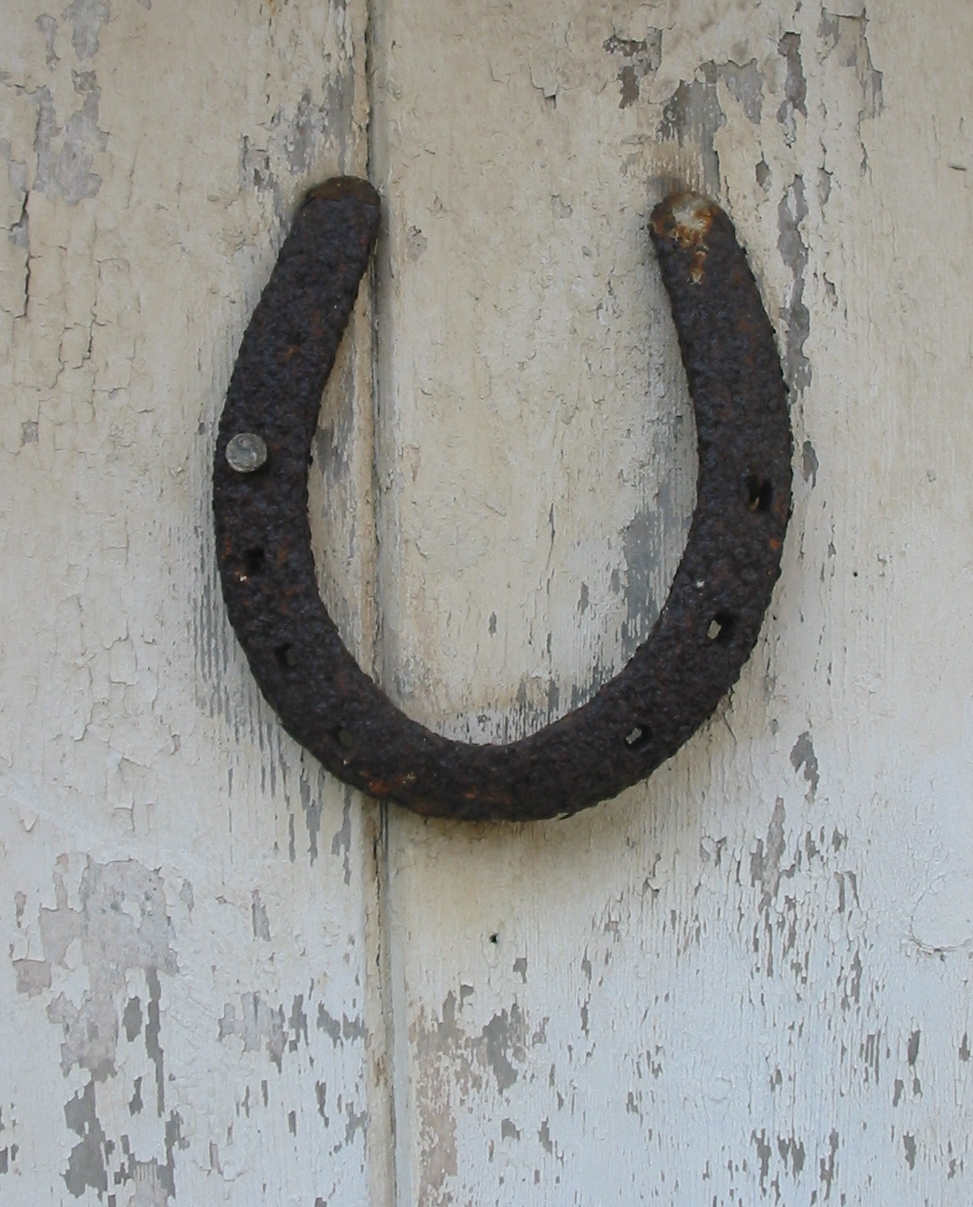
Uma ferradura numa porta

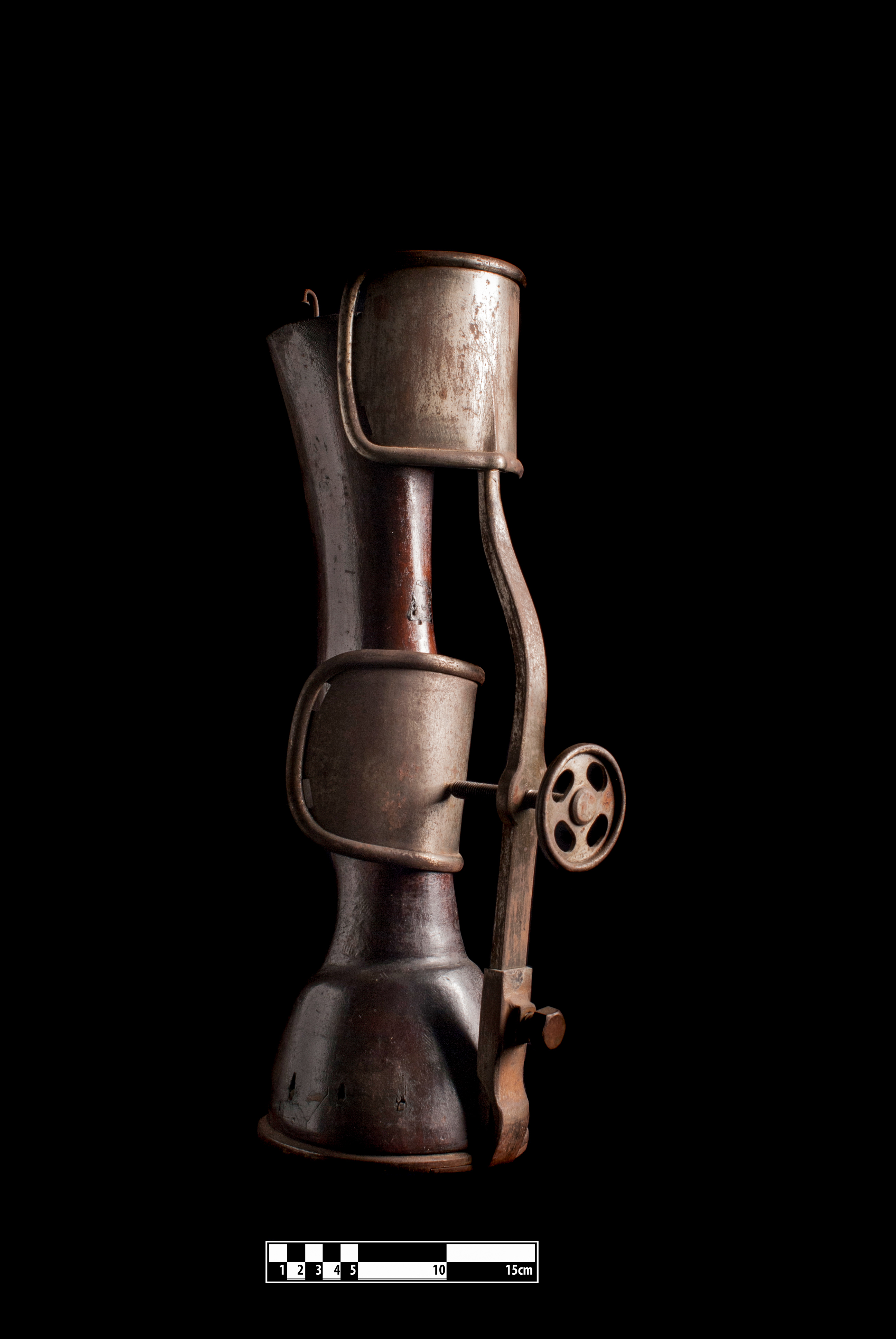
Ferradura terapêutica do início do século XX, em exposição no Museu de Anatomia Veterinária, em São Paulo

A ferradura é uma peça que pode ser feita de vários materiais diferentes - ferro, alumínio, poliuretano e ímã, entre outros. É utilizada em cavalos e outros animais como mulas, jumentos e afins, como proteção dos cascos.
Em várias culturas a ferradura é utilizada também como um amuleto, objeto que traz sorte, ao ser pendurada na porta, e existe no Brasil e em Portugal. 
Possivelmente essa crença veio da Chamsa que era uma espécie de amuleto profético dos Judeus.
É comum vermos cavalos com ferraduras nas patas. Essa peça é colocada para proteger o casco dos animais.
A ferradura foi inventada por volta do século X, quando os homens viram a necessidade de proteger os equinos. A ferradura surgiu no formato de sandálias feitas de grama trançada.
Em seguida, o líder mongol, Genghis Khan, passou a utilizar a ferradura de couro, que durava mais tempo e tinha mais poder de fixação ao casco. Mais tarde, os gregos evoluíram a invenção e criaram a hipo-sandália, feita de chapas de ferro presas com tiras de couro.
Atualmente, as ferraduras apresentam design e material ortopédicos preventivos e corretivos. As ferraduras modernas são feitas de alumínio leve, aço, alumínio e poliuretano.
Essas placas de ferro ajudam a proteger os cascos. A ferradura evita desgaste dos cascos.
Depois de milhares de anos, foi desenvolvida uma ferradura que proporciona qualidade de vida aos animais, ferraduras flexíveis em poliuretano que devolvem o movimento natural do casco, previne lesões dos membros locomotores e proporcionam marcha perfeita. As ferraduras flexíveis é a evolução das ferraduras.
O cavalo pisa sobre a extremidade de um único dedo, protegido por um casco, que a uma unha córnea. Na Antiguidade, os cavalos não eram ferrados e, como os cascos desgastavam-se depressa, os animais não podiam trabalhar por muito tempo. Por volta do século X, no Ocidente, passaram a colocar as ferraduras, cujos cravos se enterravam na parte morta do casco. E o costume se espalhou. Agora no século XXI as ferraduras de ferro estão sendo substituídas no mundo pelas ferraduras flexíveis de poliuretano, leve, absorvendo impacto, com o dobro de durabilidade, conhecida no mercado como o tênis do cavalo.
Seu peso é em média 70% mais leve que as tradicionais, maior aderência a qualquer tipo de solo, absorção de impacto, sua durabilidade é 2 vezes mais que as tradicionais de metal.

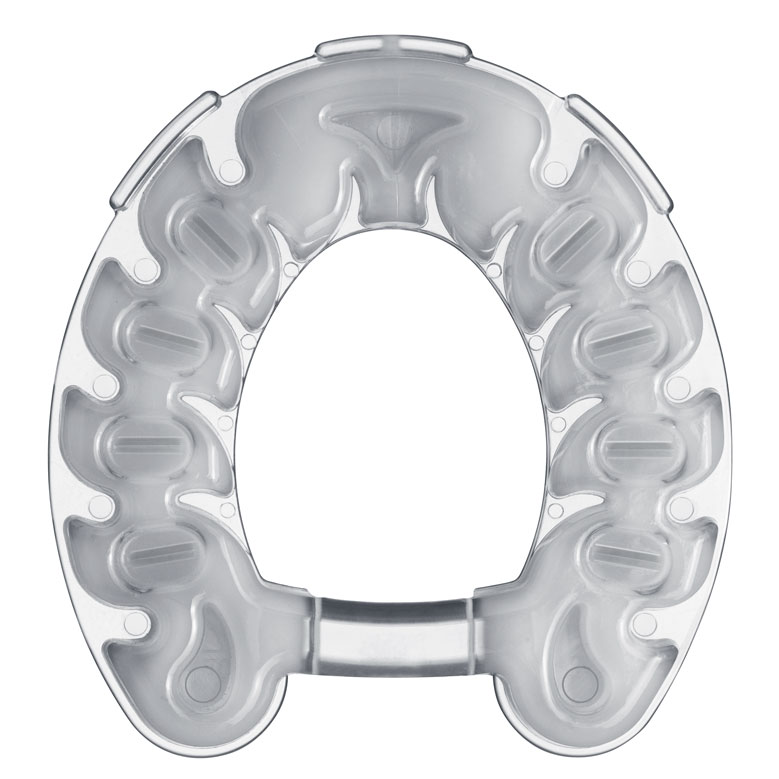
Ferradura em poliuretano para equídeo, que previne lesões locomotoras, absorve impacto, 70% mais leve que as de ferro, maior aderência em todos os tipos de solo.

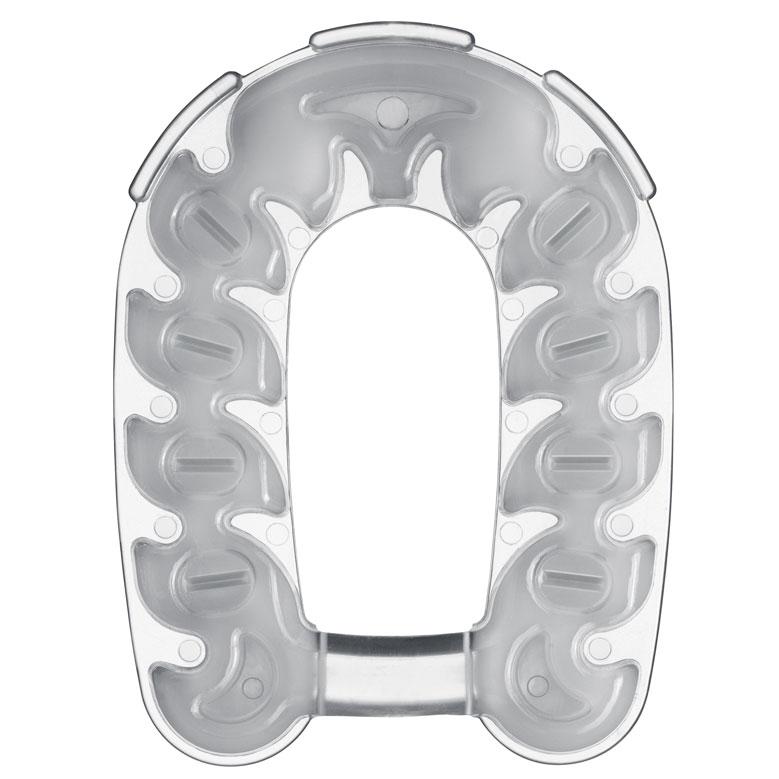
Ferradura para muares em poliuretano.